# Jiří Trnka
Jiří Trnka (ur. 24 lutego 1912 w Pilźnie, zm. 30 grudnia 1969 w Pradze) – czeski twórca kreskówek, animator, ilustrator, autor książek dla dzieci.

## Życiorys
W 1936 roku stworzył teatr lalkowy. Po II wojnie światowej stworzył w 1945 studio filmów animowanych Bratři v triku. W 1946 zdobył nagrodę na Festiwalu Filmowym w Cannes.
Zmarł w 1969 na zawał serca.

## Filmografia

### Jako reżyser
- 1945 Zasadil dědek řepu
- 1946 Zvířátka a petrovští
- 1946 Pérák a SS
- 1946 Dárek
- 1947 Špalíček
- 1949 Romans z kontrabasem (Román s basou)
- 1949 Čertův mlýn
- 1949 Arie prerie
- 1949 Císařův slavík
- 1950 Bajaja
- 1951 O zlaté rybce
- 1953 Dva mrazíci
- 1953 Staré povesti ceské
- 1955 Dobrý voják Švejk
- 1959 Sen noci svatojánské
- 1962 Vášeň
- 1962 Kybernetická babička
- 1964 Archanděl Gabriel a paní Husa
- 1965 Ruka